# Led
Led (chemický vzorec H2O) je pevné skupenství vody. Pokud vznikl přírodním procesem, je považován za minerál, v některých mineralogických systémech se však neuvádí vůbec nebo pouze okrajově.

## Vznik
Při běžném atmosférickém tlaku tekutá voda tuhne v led při teplotě 0 °C (273,15 K, 32 °F). Jestliže jsou ve vodě rozpuštěny další látky (např. sůl kamenná), může voda zůstat tekutá i při teplotách pod bodem mrazu.

## Morfologie
Dobře vyvinuté krystaly jsou vzácné, nejčastěji celistvé, rozpadavé, zrnité či sypké agregáty. V atmosféře se vyskytuje v podobě sněhových vloček – kostrovitých krystalů (složitě členěných šestiramenných hvězd), které jsou zploštělé podle {0001}.

## Formy ledu
Led existuje v mnoha formách, např.:
- sníh, ledovec
- kroupy
- jinovatka, námraza
- kra
- rampouch

Světová meteorologická organizace definuje různé druhy ledu v závislosti na původu, velikosti, tvaru, váze, atd.

## Vlastnosti
- Fyzikální vlastnosti: Lze rýpat nehtem (má tvrdost 1,5), hustota 0,917 g/cm³, křehký, neštěpný, lom je lasturnatý. Při dlouhodobém působení tlaku plastický, tepelně nestálý – taje při teplotě 0 °C. Při teplotách pod −80 °C krystaluje v krychlové soustavě. Relativní permitivita εr je 3,1.
- Optické vlastnosti: Barva: čirý až mléčně zakalený, namodralá, modrozelená, bílá. Průhledný až průsvitný, vryp je bílý, lesk skelný.
- Chemické vlastnosti: Složení: H 11,19 %, O 88,81 %.

## Naleziště
Běžný, byť v teplejších oblastech sezónní výskyt. Je významnou součástí půd a sedimentů ve vyšších zeměpisných a nadmořských výškách.

## Využití

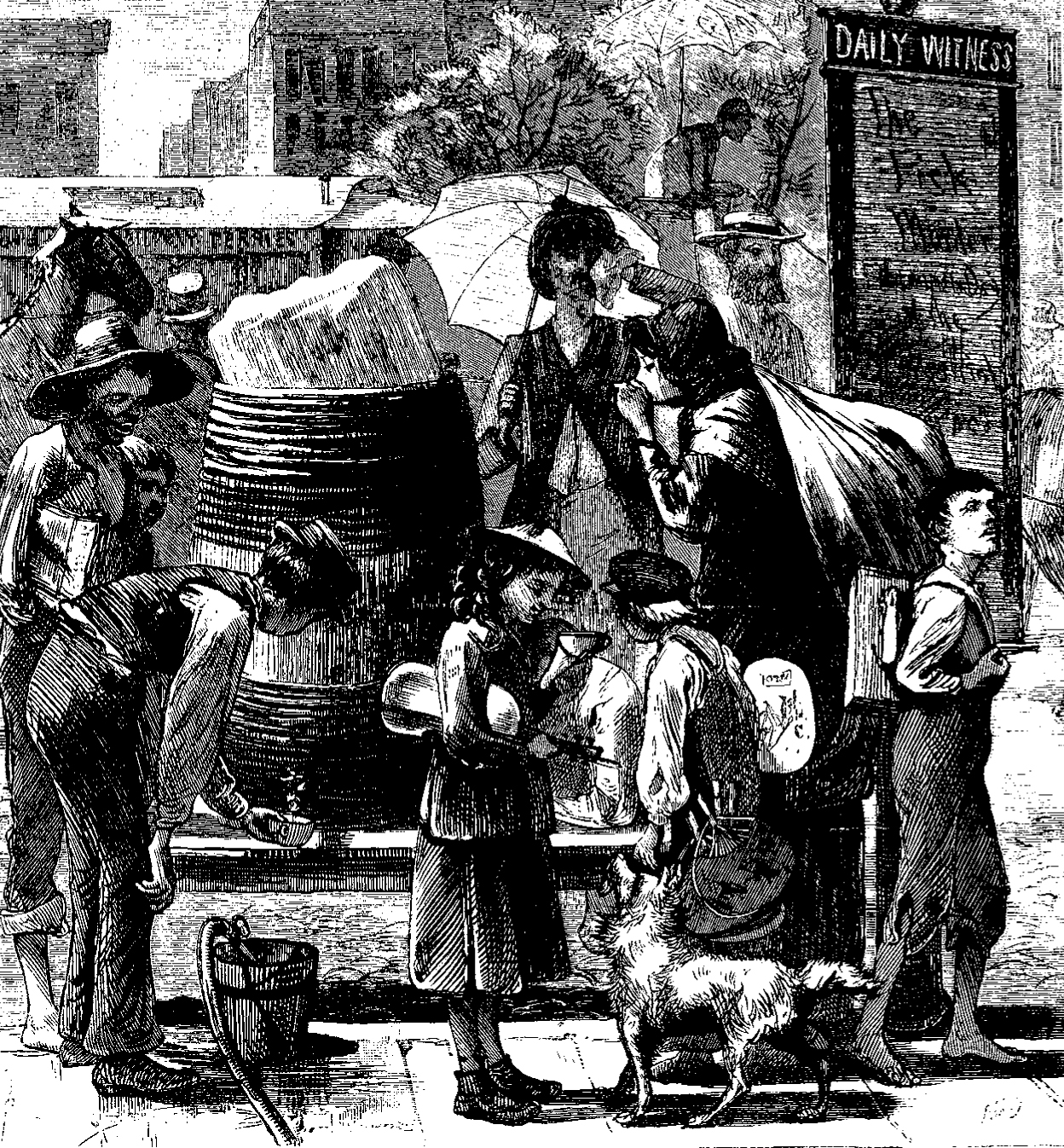
Prodavač ledu (1872)

Dříve těžen v zimních měsících tzv. ledaři, uskladněn v ledárnách, používal a dodnes se používá k chlazení potravin v teplejších obdobích roku. V současnosti se led k témuž účelu vyrábí průmyslově. Další využití: skladování potravin a zboží podléhající rychlé zkáze, provozování ledových kluzišť a zimních stadionů. Kostky ledu najdou využití při přípravě chlazených nápojů (popř. po rozmixování jako ledové tříště) a nebo při ošetřování poranění jako jsou vymknutí kloubů, otoky či po kousnutí, bodnutí, uštknutí. Mezi raritní využití patří výroba soch a skulptur z ledu jako ozdoba na party nebo ledový hotel (např. Jukkasjärvi Ice Hotel).

## Exotické fáze ledu

Fázový diagram vody

Předchozí odstavce pojednávají o nejběžnější pevné fázi ledu, označované jako led Ih. Vyznačuje se šesterečnou (hexagonální) krystalovou strukturou. Je stabilní při teplotách od bodu tuhnutí až k 73 K a tlacích do 200 MPa.
- Led Ic je metastabilní fází s krychlovou (kubickou) krystalovou strukturou podobnou diamantu. Vzniká při teplotách 130–150 K a zůstává stabilní až do 200 K, kde přechází ve fázi Ih. Vyskytuje se ojediněle v horních vrstvách atmosféry.[3][4]

Ostatní pevné krystalické fáze (s výjimkou ledu XI) jsou uměle připravené. Některé by se mohly vyskytovat na ledových planetách (např. na Jupiterově Ganymedu). Ve stručné charakteristice jsou uvedeny typické podmínky vzniku, přesný fázový diagram je složitější:
- Led II je fází s klencovou (trigonální) krystalovou strukturou. Vzniká z ledu Ih při teplotě 198 K a tlaku 300 MPa.
- Led III je fází s čtverečnou (tetragonální) krystalovou strukturou. Vzniká tuhnutím vody při teplotě 250 K a tlaku 300 MPa.
- Led IV je metastabilní fází s klencovou (trigonální) krystalovou strukturou. Vzniká při teplotě od 145 K a tlaku 810 MPa pomalým ohřátím amorfního ledu HDA (viz níže).
- Led V je fází s jednoklonnou (monoklinickou) krystalovou strukturou. Vzniká tuhnutím vody při teplotě 253 K a tlaku 500 MPa.
- Led VI je fází s čtverečnou (tetragonální) krystalovou strukturou. Vzniká tuhnutím vody při teplotě 270 K a tlaku 1100 MPa.
- Led VII je fází s krychlovou (kubickou) krystalovou strukturou, ve které atomy kyslíku tvoří prostorově centrovanou mřížku a každý z nich je vázaný se čtyřmi atomy vodíku, z toho dvěma kovalentními a dvěma vodíkovými vazbami. Vzniká tuhnutím vody při tlaku nad 2200 MPa. Při zvyšování tlaku nad 5100 MPa přechází do přechodové fáze se čtverečnou (tetragonální) strukturou, nazývané led VIIt, a po zvýšení tlaku nad cca 31 GPa přechází v led X. Naopak při parametrech blízkých jeho křivce tání byla pozorována specifická fáze plastického ledu VII, představující přechodovou fázi k ledu superionickému.[6][7][8][9]
- Led VIII je fází s čtverečnou (tetragonální) krystalovou strukturou. Vzniká z ledu VII ochlazením pod 278 K.
- Led IX je metastabilní fází s čtverečnou (tetragonální). Vzniká z ledu III prudkým ochlazením na teplotu 165 K. Je stabilní při teplotách pod 140 K a tlacích 200–400 MPa.
- Led X je fází s krychlovou (kubickou) krystalovou strukturou. Vzniká tuhnutím vody při tlaku nad 70 GPa.
- Led XI je fází s kosočtverečnou (ortorombickou) krystalovou strukturou. Vzniká z ledu Ih při nízkých teplotách. Je nejstabilnější pevnou fází vody. Byl nalezen v antarktickém ledu.
- Led XII je metastabilní fází s čtverečnou (tetragonální) krystalovou strukturou. Vzniká tuhnutím vody při teplotě 260 K a tlaku 550 MPa (v oblasti stability ledu V), nebo z ledu Ih prudkým stlačením (cca 1000 MPa/min), případně ohřátím amorfního ledu HDA při tlacích 800–1600 MPa.
- Led XIII je fází s jednoklonnou (monoklinickou) krystalovou strukturou. Vzniká tuhnutím vody při teplotě pod 130 K a tlaku 500 MPa.
- Led XIV je fází s kosočtverečnou (ortorombickou) krystalovou strukturou. Vzniká tuhnutím vody při teplotě 118 K a tlaku 1200 MPa.
- Led XV, experimentálně prokázaný neutronovou difrakcí v r. 2009, je termodynamicky stabilní při teplotách pod cca 130 K a tlacích v rozmezí 0,8–1,5 GPa. Uspořádáním vodíkových atomů je protějškem ledu VI, takže výsledná struktura je antiferoelektrická (elektrická polarizace ledu jako dielektrika je obdobná magnetické polarizaci antiferomagnetik).[10]
- Led XVI je krystalickou fází uměle připravenou v r. 2014 vyprázdněním klathrátu původně obsahujícího neonové molekuly obestavěné strukturou vázaných vodních molekul. Má nejmenší hustotu ze známých (experimentálně vytvořených) krystalických forem ledu,[11][12] třebaže teoretické výpočty ukazují na možnost fází s ještě nižší hustotou, majících strukturu obdobnou zeolitům, které by mohly existovat za velmi nízkých tlaků, tzv. aeroledů.[13]
- Led XVII je krystalickou fází s pórovitou strukturou, uměle připravenou v r. 2016 vyprázdněním vodíkových molekul z vázané struktury s molekulami vody.[14]
- Led XVIII není klasickou krystalickou fází, ale superionickým ledem s plošně centrovanou mřížkou atomů kyslíku, vizte níže.
- Led XIX, experimentálně prokázaný neutronovou difrakcí v r. 2021, je velmi podobný (včetně antiferoelektrismu) ledu XV (byl za něj původně považován), vznikající pomalým chlazením při tlacích nad 2 GPa nebo ve vodě dopované těžkou vodou.[15] Jeho struktura vzniká deformacemi, které zahrnují naklánění a stlačování hexamerních klastrů, vedoucí k redukci prostorové grupy symetrie na kosočtverečný (ortorombický) typ Pbcn.[16] (Studie z r. 2022 označuje jako led XIX superionický led s kubickou prostorově centrovanou mřížkou, vizte níže.[17][18])

Teoreticky byly předpovězeny další krystalické fáze ledu pro podmínky na Zemi dosud nedosažitelné, např. pro tlaky řádu TPa.
Odlišné chování může mít i krystalický led tvořený polotěžkou či těžkou vodou. Např. struktura ledu VII se pro těžkou vodu podstatně liší a je tvořena kyslíkovou mřížkou s deuterony v intersticiálních polohách.

### Amorfní led
Další pevné fáze ledu jsou amorfní. Amorfní led je využíván například v kryoelektronové mikroskopii. Dosud jsou známy následující formy:
- Amorfní led LDA – „low density amorphous“ (též ASW – „amorphous solid water“ či HGW – „hyperquenched glassy water“) měl dle předpokladů mít skelnou amorfní strukturu, ve skutečnosti obsahuje krystalická zrna.[23] Vzniká např. pomalým napařováním na malý kovový krystalový povrch při nízké teplotě. Předpokládá se, že je běžný v podpovrchových vrstvách komet.
- Amorfní led MDA – „medium-density amorphous“, objevený v roce 2023, má hustotu stejnou jako kapalná voda. Může existovat uvnitř měsíců okrajové části Sluneční soustavy.[24][25][26]
- Amorfní led HDA – „high density amorphous“ lze vytvořit stlačením ledu Ih při teplotách pod 140 K tlakem kolem 1600 MPa nebo stlačením LDA tlakem cca 500 MPa.
- Amorfní led VHDA – „very high density amorphous“[27] vzniká ohřátím HDA při tlacích 1000–2000 MPa.[28]

### Superionický led
Jiným druhem fáze na přechodu mezi kapalným a pevným skupenstvím je vedle amorfních fází ledu tzv. superionický led (SI) (jiným názvem superionická voda). V její kompaktní krystalové mřížce mají pevnou polohu pouze atomy kyslíku, zatímco atomy vodíku se v ní mohou pohybovat podobně jako v kapalině. Superionická vodivost ledu za vysokých tlaků a teplot byla předpovězena na základě molekulárně-dynamických simulací již v r. 1988, experimentálně však byla poprvé prokázána až v r. 2017. Jsou známy 3 možné fáze superionického ledu:
- Tzv. BCC-SI s kubickou prostorově centrovanou mřížkou (bcc fáze, podle anglického body centered cubic lattice) byla objevena v r. 1999 pomocí počítačové simulace v týmu vědců vedeném Carlem Cavazzonim. Měla by se vyskytovat při tlacích přesahujících 50 GPa a teplotách několik tisíc kelvinů. Později byly pozorovány i příznaky její skutečné existence v kosmu.
- Tzv. CP-SI s nejtěsnějším uspořádáním (podle anglického close-packed), tedy s kubickou plošně centrovanou mřížkou (fcc fáze, podle anglického face centered cubic lattice) byla teoreticky objevena v r. 2013 týmem vedeným Hugh F. Wilsonem a v některých oblastech fázového diagramu by měla být stabilnější, než superionická bcc fáze. Typický tlak pro její existenci je nad 100 GPa; při této hodnotě by mělo docházet k fázovému přechodu mezi bcc a fcc fází. Superionická fcc fáze má vyšší hustotu, ale nižší pohyblivost atomů vodíku, což by se mělo projevovat i nižší tepelnou a elektrickou vodivostí. Předpokládá se, že by se mohla stejně jako bcc fáze vyskytovat v nitru Uranu a Neptunu a v exoplanetách s podobnými podmínkami.[32][33] V roce 2019 byly pomocí rázové vlny vzniklé od laserového pulsu vzorky kapalné vody lokálně stlačeny na 100–4000 GPa a současně zahřáty na 2000–3000 K a pomocí difrakce rentgenových paprsků byl prokázán vznik superionického fcc ledu; autoři tuto fázi nazvali ledem XVIII.[34][35]
- Tzv. P21/c-SI, fáze se složitější symetrií kyslíkové mříže, předpovězená týmem vědců Princetonské university v r. 2015, se ve fázovém diagramu nachází v oblasti ještě vyšších tlaků než CP-SI. Její výskyt se předpokládá (jako u předchozích fází) v plášti velkých plynových planet – existenci superionického ledu naznačuje složitá struktura jejich lokálních magnetických polí.[36][37]